# Андерсен, Аксель
Аксель Сигурд Андерсен (дат. Axel Sigurd Andersen; 20 декабря 1891, Копенгаген — 15 мая 1931, Копенгаген) — датский гимнаст, бронзовый призёр летних Олимпийских игр 1912 года в командном первенстве по произвольной системе. Участвовал также в абсолютном первенстве на Играх 1912 года, где занял 33-е место.